# Criss Angel Mindfreak
In der Show Criss Angel Mindfreak inszeniert der Illusionist Criss Angel (bürgerlich Christopher Nicholas Sarantakos) verschiedene, häufig lebensgefährlich anmutende Stunts und Illusionen.
Diese Hauptthemen der Episode werden von kleinen Tricks, die Angel vor Passanten vorführt, aufgelockert. Staffel 1 und 2 wurden im Aladdin Hotel in Las Vegas gedreht, seit der 3. Staffel wurde am Luxor Hotel gedreht. In den ersten vier Staffeln inszenierte Angel unter anderem, wie er über Wasser geht, wie er über der Pyramide des Luxor Hotel schweben kann und wie er sich aus einem zur Sprengung bereitstehendem Haus in wenigen Minuten befreien kann. 2010 wurde in den USA auf A&E die sechste und bis jetzt letzte Staffel ausgestrahlt.
Während der Drehs gab es auch Zwischenfälle. So verletzte er sich zum Beispiel während des Drehs der dritten Staffel bei dem Versuch, aus einem Gefangenentransporter zu springen, bevor dieser eine Klippe herunterfällt, am Genick. Der Dreh musste zwei Wochen eingestellt werden. Später sagte er, dass er diesen Stunt nicht wieder versuchen werde.
Im deutschen Fernsehen lief die Sendung auf MTV Germany und VIVA Deutschland.